# Huntington (Massachusetts)
Huntington es un pueblo ubicado en el condado de Hampshire en el estado estadounidense de Massachusetts. En el Censo de 2010 tenía una población de 2.180 habitantes y una densidad poblacional de 31,41 personas por km².

## Geografía
Huntington se encuentra ubicado en las coordenadas 42°16′54″N 72°51′46″O / 42.28167, -72.86278. Según la Oficina del Censo de los Estados Unidos, Huntington tiene una superficie total de 69.4 km², de la cual 68.16 km² corresponden a tierra firme y (1.78%) 1.24 km² es agua.

## Demografía
Según el censo de 2010, había 2.180 personas residiendo en Huntington. La densidad de población era de 31,41 hab./km². De los 2.180 habitantes, Huntington estaba compuesto por el 96.97% blancos, el 0.41% eran afroamericanos, el 0.23% eran amerindios, el 0.14% eran asiáticos, el 0.09% eran isleños del Pacífico, el 0.32% eran de otras razas y el 1.83% pertenecían a dos o más razas. Del total de la población el 1.88% eran hispanos o latinos de cualquier raza.